# Адреса (інформатика)
Адреса — це символ або група символів, які ідентифікують регістр, окремі частини пам'яті, деякі інші джерела даних або місце призначення інформації.

## Види адрес[2]
- Реальна (англ. real address) — адреса розташування даних у реальній пам'яті.
- Віртуальна (англ. virtual address) — адреса у віртуальній пам'яті, при використанні вона перетворюється на реальну адресу.
- Логічна (англ. logical address) — адреса, яка визначається програмою шляхом перетворення ключа даних за деяким алгоритмом; адреса в віртуальній пам'яті.
- Адреса пристрою (англ. unit address) — логічна адреса, що складається з номера каналу і номера пристрою в каналі.
- Фізична (англ. physical address) — число, що ідентифікує комірку або область фізичної пам'яті; унікальне ім'я, що однозначно визначає конкретний зовнішній пристрій.

### Програми
- Настроювана (англ. relocatable address) — адреса в завантажуваному модулі, змінювана під час завантаження при налаштуванні на конкретне положення програми в оперативній пам'яті.
- Переміщувана (англ. relocatable address) — адреса, значення якої встановлюється під час переміщення машинної програми, що містить цю адресу; адреса, що підлягає модифікації в переміщуваній програмі.
- Нижня адреса програми (англ. low program address) — менша адреса області пам'яті, куди завантажена програма.
- Верхня адреса програми (англ. high program address) — старша адреса області пам'яті, куди завантажена програма.
- Адреса точки входу (англ. entry point address) — адреса команди або сама команда, з якої починається виконання програми чи процедури.
- Адреса вектора переривань (англ. interrupt vector address) — унікальна адреса, що вказує на комірки пам'яті, що містять адресу програми обробки переривань (можливі додаткові дані типу пріоритету обробки).

### Машинна мова
- Адреса переходу (англ. branching address) — адреса комірки пам'яті, яка визначається командою передачі керування.
- Адреса повернення (англ. return address) — адреса в програмі виклику, за якою передається управління після завершення спричиненої програми (див. Також: Стек викликів).
- Адреса операнда (англ. source address) — адреса комірки або області пам'яті, звідки отримуються оброблені дані.
- Адреса результату (англ. result address) — адреса, куди записується результат операції, яка виконується машинною командою.
- Адреса регістру (англ. register adress) — порядковий номер або символьне ім'я регістра, що є еквівалентними номеру регістру.
- Виконавча (дійсна; англ. effective (executive) address) —  адреса операнда  команди, що міститься в ній або та, що обчислюється на основі вмісту її полів.

- Явна (англ. explicit address) — адреса операнда, що представлена у вигляді абсолютного виразу.
- Неявна (англ. implied address) — адреса операнда, що задається у вигляді символьної назви, абсолютного чи переміщуваного виразу та перетворена асемблером в явну адресу.
- Абсолютна (істинна, нульового рівня; англ. absolute address) — адреса на машинній мові, що ідентифікує елемент пам'яті або пристрій без використання проміжних посилань.
- Символьна (англ. symbolic address) — адреса, яка виражена в зручній для програмування формі; адреса, яка визначається засобами мови символьного кодування; символьне ім'я (різновид неявної адреси).

### Обчислювані адреси
- Безпосередня, пряма (англ. direct address) — адреса комірки пам'яті з операндом команди.
- Непряма  (англ. indirect address), адреса — адреса комірки пам'яті, що містить  адресу операнди  (пряму чи непряму).
- Багаторівнева (англ. multilevel) — непряма адреса з кількістю рівнів адресації дві чи більше.

- Базова (англ. base address),  база  — адитивна частина виконавчої адреси, постійна для певної сукупності адресованих даних; початкова точка відліку відносних адрес.
- Базована  (англ. based address) — адреса, яка виражається через базову адресу і зміщення.
- Відносна (англ. relative address), зміщення (англ. displacement) — адреса, що задана відносно деякої бази (базового адресу); змінна частина базованих адрес.
- Індексна (англ. indexed address) — адреса, значення якої змінено на величину вмісту  індексного регістра.
- Самовизначена (самовідносна; англ. self-relative address) — відносна адреса, що використовує як базову адресу адресу команди, в якій вона знаходиться.

### Алгоритмиіструктури даних
- Обчислювана (англ. computing (calculated) address) — адреса розміщення запису в зовнішній пам'яті, яка визначається шляхом перетворення ключа запису за певним алгоритмом.
- Хешована (англ. hash address) — обчислювана адреса, алгоритм формування якої заснований на використанні одного з методів рандомізації (хешування).
- Адреса зв'язку (англ. link address) — поле в записі файлу, яке вказує на положення, яке слід читати в логічному порядку запису; сполучний елемент у зв'язаних списках.

### Комп'ютерні мережі
- Мережева (англ. network address) — адреса порту в обчислювальній мережі.
- Глобальна (англ. global address) — адреса в обчислювальних мережах, що складається з одиниць і вказує, що даний кадр призначений всім станціям.
- Групова (англ. multicast address) — адреса в локальних обчислювальних мережах (ЛОМ), що визначає групу станцій даної мережі.
- Широкомовна (англ. broadcast address) — адреса в ЛОМ, яка вказує, що повідомлення адресоване всім станціям даної мережі.
- Транспортна (англ. transport address) — ідентифікатор, що забезпечується транспортним рівнем і використовуються одним сеансовим об'єктом для ідентифікації іншого сеансового об'єкта.